# Barcikowiczki
Barcikowiczki (przed 1945 niem. Klein Hänchen) – część miasta i osiedle administracyjne Zielonej Góry. 
Stanowi część sołectwa Barcikowice.
Do 2015 roku przysiółek wsi Barcikowice w gminie Zielona Góra.
W latach 1975–1998 miejscowość administracyjnie należała do województwa zielonogórskiego.